# Hashtpar
Hashtpar este un oraș din Iran.